# 빛과 그림자 (1985년 1월 드라마)
《빛과 그림자》는 MBC에서 1985년 1월 12일에 방영된 청소년 특별기획 특집 드라마로, 청소년 문제를 다루고 있다.

## 등장 인물
- 정욱
- 나문희
- 박상조
- 김수미
- 김기일
- 신국